# Großer Preis von Frankreich 1931

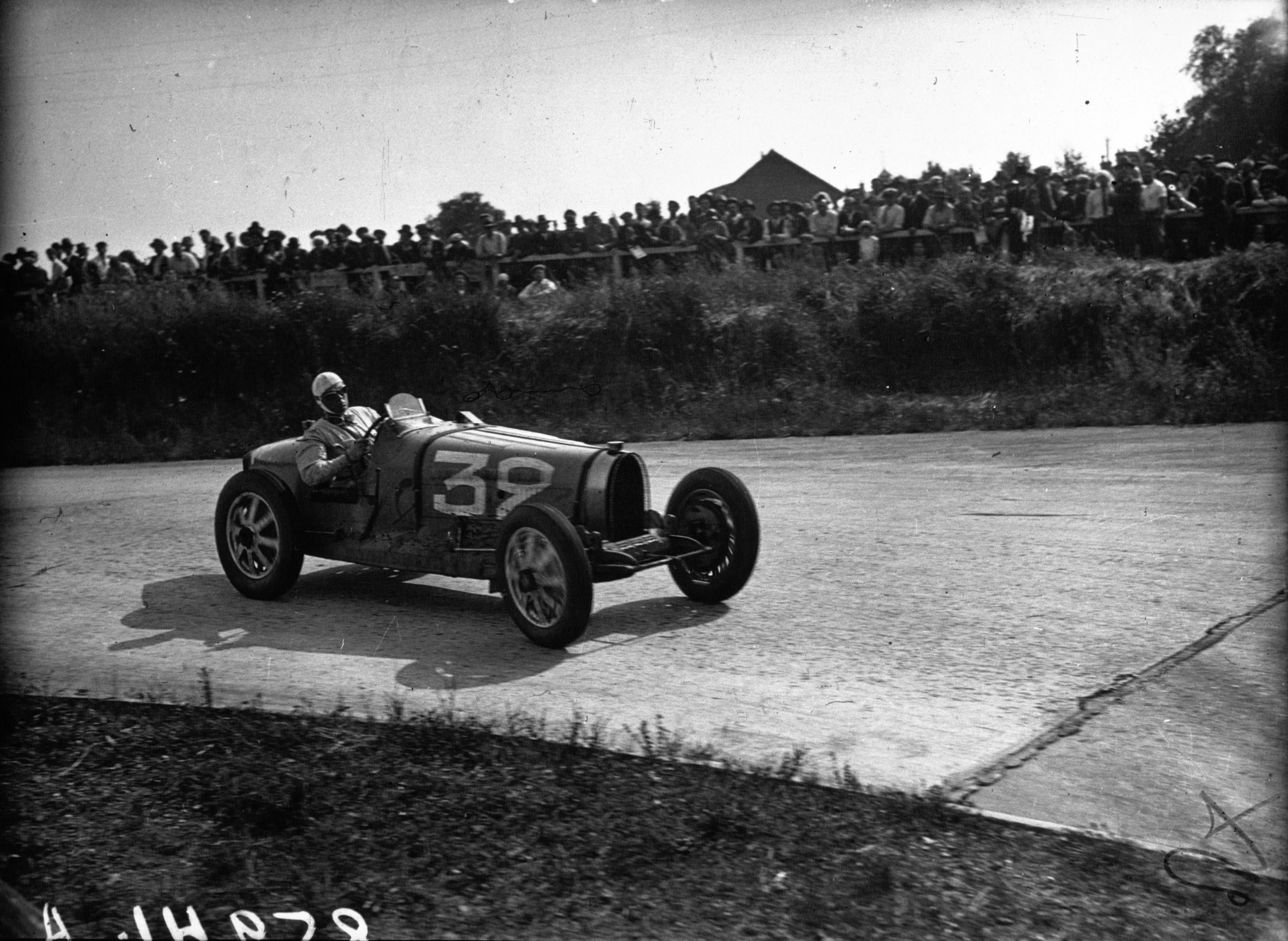
Rennsieger Achille Varzi während des Rennens

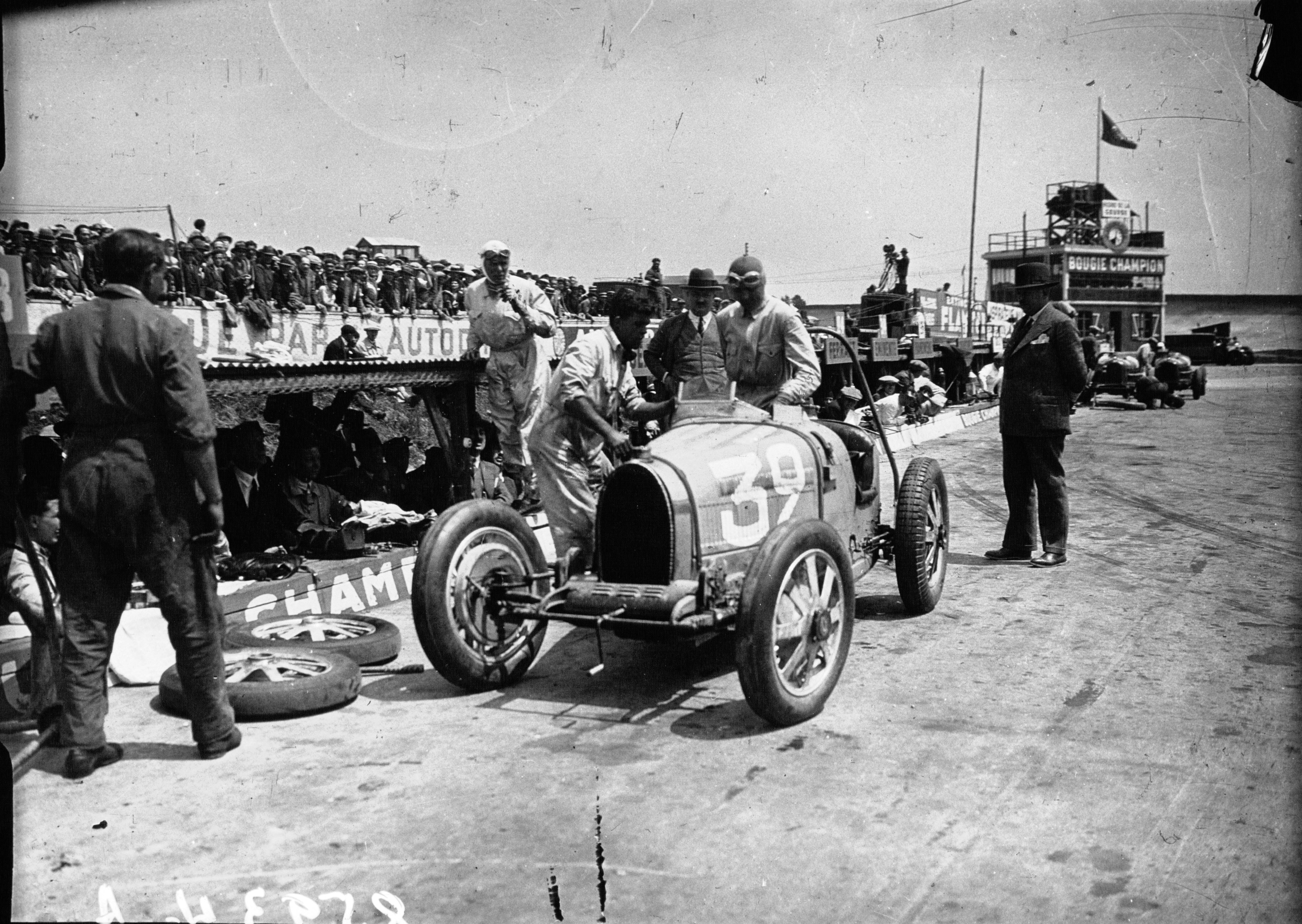
Fahrerwechsel im siegreichen Bugatti. Achille Varzi (rechts mit weißer Rennkappe) übergibt an Louis Chiron (mit brauner Kappe) im Wagen

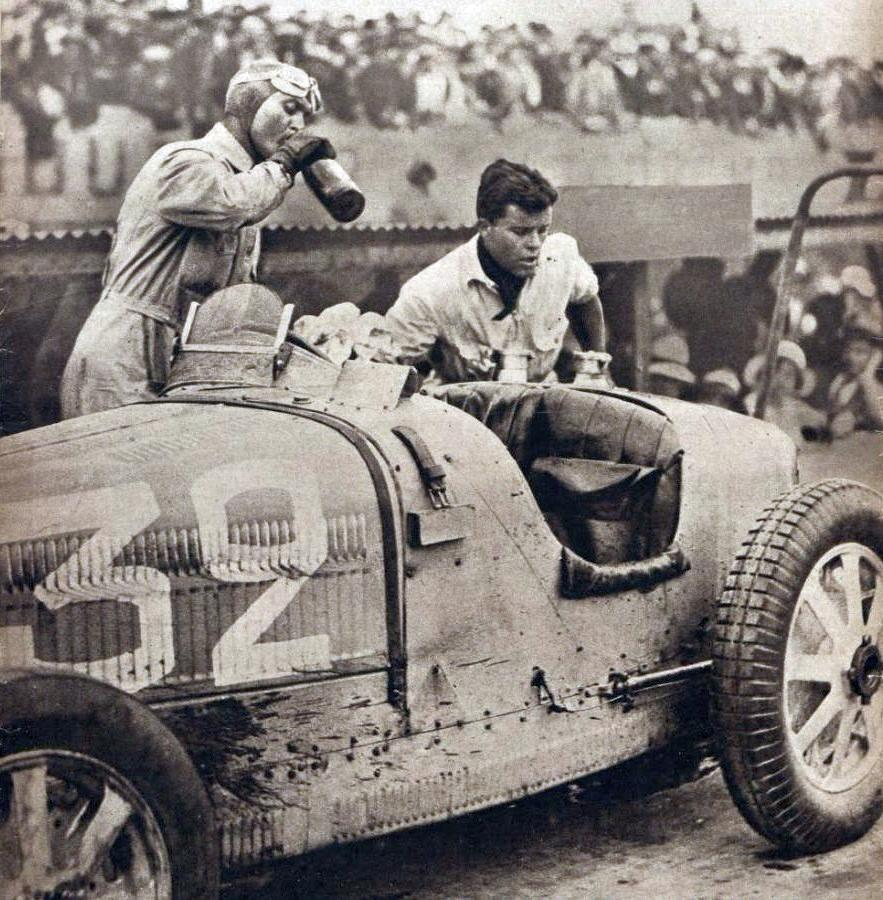
Louis Chiron labt sich bei einem Boxenstopp

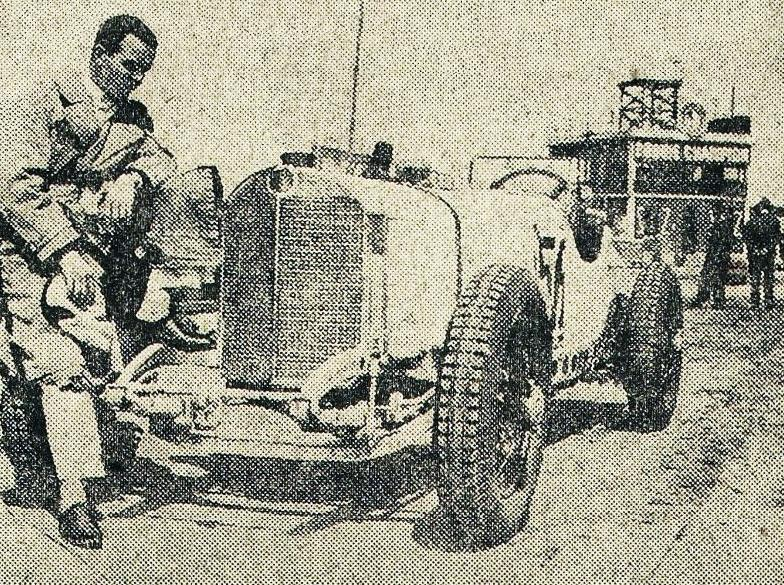
Rudolf Caracciola neben seinem Mercedes-Benz SSKL

Der XVII. Große Preis von Frankreich (nominell XXV Grand Prix de l’Automobile Club de France) fand am 21. Juni 1931 auf dem 12,5 km langen Autodrome de Linas-Montlhéry in Frankreich statt. Als Grande Épreuve war er Wertungslauf zur Grand-Prix-Europameisterschaft 1931 und wurde gemäß den dafür geltenden Bestimmungen ohne vorgegebene Rennformel für die Wagen (einzuhalten war lediglich eine Mindestbreite von 100 cm) über eine Renndauer von 10 Stunden ausgetragen, wobei sich jeweils zwei Piloten am Steuer eines Wagens abwechselten.
Sieger wurde die Fahrerpaarung Louis Chiron/Achille Varzi auf Bugatti Type 51.

## Rennen
Das zweite Grande Épreuve der Saison erzielte gegenüber dem Großen Preis von Italien mit einem Feld von 23 Wagen sogar noch einmal eine deutliche Steigerung. Noch stärkeres Anzeichen für die beginnende Gesundung der offiziellen Grand-Prix-Rennen nach der Abschaffung beinahe jeglicher technischer Restriktionen für die Wagen war jedoch die Teilnahme aller drei offizieller Werksmannschaften von Bugatti, Alfa Romeo und Maserati mit jeweils drei Wagen – eine vergleichbare Besetzung hatte seit 1914 kein französischer Grand Prix mehr gesehen.
Bugatti setzte dabei für das Heimrennen mit Louis Chiron und Achille Varzi die wohl stärkste Fahrerpaarung der Saison auf dem neuen Erfolgsmodell Bugatti Type 51 mit DOHC-Reihenachtzylinder von 2,3 Litern Hubraum ein. Zwei weitere baugleiche Wagen wurden mit Albert Divo und Guy Bouriat sowie William Grover-Williams (unter dem Pseudonym „W. Williams“) und Caberto Conelli besetzt. „Williams“ dürfte seinen Einsatz als offizieller Werksfahrer der Vermittlung des Kontakts zum britischen Reifenhersteller Dunlop zu verdanken haben, nachdem sich im Training mit den verwendeten Michelin-Reifen ein weiteres Debakel abgezeichnet hatte.
Auch Alfa Romeo trat mit drei seiner neuesten Grand-Prix-Rennwagen von ebenfalls 2,3 Litern Hubraum an, die nach dem vorangegangenen Erfolg beim italienischen Grand Prix als Typ Alfa Romeo „Monza“ in die Geschichte eingegangen sind. Die Fahrerpaarungen lauteten dieses Mal Giuseppe Campari/Baconin Borzacchini, Tazio Nuvolari/Giovanni Minozzi und schließlich Ferdinando Minoia/Goffredo Zehender. Die einzige echte Neuheit kam jedoch dieses Mal von Maserati, wo man nach den enttäuschenden Ergebnissen zum Saisonbeginn in der Zwischenzeit den Motor eines der drei Tipo 26M auf 2,8 Liter Hu8braum aufgebohrt hatte. Dieses Auto wurde in Montlhéry Luigi Fagioli und Ernesto Maserati zur Verfügung gestellt, während die Paarungen René Dreyfus/Pietro Ghersi und Clemente Biondetti/Luigi Parenti dagegen mit der seit dem Vorjahr praktisch unveränderten 2,5-Liter-Version des 26M vorlieb nehmen mussten.
Mit Rudolf Caracciola und Otto Merz mit ihrem von der Mercedes-Benz-Werksmannschaft betreuten mächtigen Mercedes SSKL-Rennsportwagen mit 7,1-Liter-Reihensechszylinder war daneben zum ersten Mal seit dem Ersten Weltkrieg auch wieder eine deutsche Mannschaft bei einem französischen Grand Prix am Start. Der Rest des Felds setzte sich schließlich aus Privatfahrern zusammen, die trotz der Länge des Rennens meist ohne größere Boxencrew auskommen mussten und allein schon deswegen nur eher geringe Erfolgsaussichten besaßen.
Vor einer Rekordkulisse von über 100.000 Zuschauern startete Fagioli auf dem neuen Maserati am besten und führte den Pulk durch die erste Runde. Bald konnte er sich zusammen mit Chiron (Bugatti) etwas absetzen und in der Folge boten die beiden immerhin etwa eine Stunde lang einen packenden Kampf um der Spitze, bei dem die Führung einige Male wechselte. Mit einigem Abstand waren auch dahinter der Maserati von Dreyfus/Ghersi mit den beiden übrigen Werks-Bugattis von Divo/Bouriat und „Williams“/Conelli noch eng beisammen, während die Alfa Romeo dem hohen Anfangstempo nicht ganz folgen konnten oder wollten.
Mit zunehmender Renndauer wurden jedoch die Bremsen immer mehr zum Thema, deren erstes Opfer der Maserati von Fagioli/Ernesto Maserati wurde. Nun trat der große Vorteil der Bugattis zutage, wo die Bremstrommeln in den Leichtmetallfelgen der Räder fest integriert waren, so dass sie bei jedem Reifenwechsel gleich automatisch mit ausgetauscht wurden. Bei Maserati und Alfa Romeo nahm dagegen allein das Erneuern der Beläge jeweils mehrere Minuten in Anspruch, ganz zu schweigen von einem vollständigen Wechsel der Bremstrommel. Beim Maserati von Dreyfus/Ghersi musste schließlich sogar Teile der Bremsanlage aus dem stillgelegten Auto von Fagioli/Maserati eingebaut werden, dennoch fiel auch dieser Wagen nun immer weiter zurück.
So lagen schließlich zum Ende der sechsten Rennstunde die drei Bugattis mit einer Runde Vorsprung auf den Alfa Romeo von Nuvolari/Minozzi gemeinsam in Front, der bald darauf durch den Ausfall von „Williams“/Conelli allerdings auf Rang drei vorrücken konnte. Aber auch im Lager von Alfa Romeo wurde die Bremsensituation nun zunehmend kritisch, so dass sich bald nur noch Campari/Borzacchini mit mehreren Runden Rückstand auf Verfolgung der beiden Bugatti befanden, während das Auto von Nuvolari/Minozzi nun sogar hinter den privat eingesetzten Maserati der beiden Briten „Tim“ Birkin und George Eyston zurückfiel.
Wie beim Rennen zuvor in Monza hatte das Publikum in der Zwischenzeit längst mit der Abwanderung begonnen, als 40 Minuten vor Rennende auch der zweitplatzierte Bugatti von Divo/Bouriat die Fahrt mit einer gerissenen Motorhalterung nicht mehr fortsetzen konnte. Um den sicheren Sieg nicht doch noch zu gefährden, wurde daraufhin für Varzi im letzten verbliebenen Wagen des Teams der Schongang verordnet, dennoch konnte er nach Ablauf der zehn Stunden am Ende die Linie noch mit drei Runden Vorsprung auf den Alfa Romeo von Campari/Borzacchini überqueren. Dritte wurden Biondetti/Parenti auf Maserati, denen es kurz vor Schluss gelungen war, ihre britischen Markenkollegen Birkin/Eyston noch abzufangen. Auf Rang fünf folgte Robert Sénéchal auf seinem ehemaligen Grand-Prix-Delage aus 1927, der das Rennen ganz allein durchgefahren hatte und dabei wie üblich durch seinen bekannt spektakulären Fahrstil – der auch ihm selbst stets großen Spaß bereitete – besonders aufgefallen war.

## Ergebnisse

### Meldeliste
| Team                          | Nr. | Fahrer                                  | Info  | Chassis            | Motor                                   | Reifen |
| ----------------------------- | --- | --------------------------------------- | ----- | ------------------ | --------------------------------------- | ------ |
| William Scott                 | 02  | William Scott Sydenham Armstrong-Payn   |       | Delage Type 15 S 8 | Delage 1.5L I8 Kompressor               | D      |
| William Scott                 | 60  | Roger Williams Tim Rose-Richards        | DNA   | Delage Type 2 LCV  | Delage 2.0L V12 Kompressor              | D      |
| SA Alfa Romeo                 | 04  | Ferdinando Minoia Goffredo Zehender     |       | Alfa Romeo Monza   | Alfa Romeo 2.3L I8 Kompressor           | P      |
| SA Alfa Romeo                 | 18  | Giuseppe Campari Baconin Borzacchini    |       | Alfa Romeo Monza   | Alfa Romeo 2.3L I8 Kompressor           | P      |
| SA Alfa Romeo                 | 44  | Tazio Nuvolari Giovanni Minozzi         |       | Alfa Romeo Monza   | Alfa Romeo 2.3L I8 Kompressor           | P      |
| André Vagniez                 | 06  | Francois Givaudan André Vagniez         | DNA   | Bugatti T37A       | Bugatti 1.5L I4 Kompressor              |        |
| Karl Donajowski               | 08  | Kaye Don                                | DNA   |                    |                                         |        |
| Officine Alfieri Maserati     | 10  | Luigi Fagioli Ernesto Maserati          |       | Maserati 8C-2800   | Maserati 2.8L I8 Kompressor             | P      |
| Officine Alfieri Maserati     | 20  | René Dreyfus Pietro Ghersi              |       | Maserati 26M       | Maserati 2.5L I8 Kompressor             | P      |
| Officine Alfieri Maserati     | 46  | Clemente Biondetti Luigi Parenti        |       | Maserati 26M       | Maserati 2.5L I8 Kompressor             | P      |
| Jack Dunfee                   | 12  | Jack Dunfee Donald Appleyard            | DNS a | Sunbeam GP 1925    | Sunbeam 2.0L I6 Kompressor              |        |
| Vicomte Luis Monteiro         | 14  | Luis Monteiro Deperi                    | DNA   | Démo               | De Coucy 1.2L I4 Kompressor             |        |
| Henri Stoffel                 | 16  | André Boillot Henri Stoffel             | DNA   | Peugeot 174S       | Peugeot 4.0L I4                         | M      |
| Vicomte Roger Pierre d’Arnoux | 22  | Georges d’Arnoux Max Fourny             |       | Bugatti T35C       | Bugatti 2.0L I8 Kompressor              |        |
| René Ferrant                  | 24  | René Ferrant Louis Rigal                |       | Peugeot 174S       | Peugeot 4.0L I4                         |        |
| Boris Iwanowski               | 26  | Boris Iwanowski Henri Stoffel           | DNS a | Mercedes-Benz SSK  | Mercedes-Benz M06 7.1L I6 Kompressor    |        |
| Boris Iwanowski               | 34  | Emilio Eminente Edmond Bourlier         |       | Bugatti T35B       | Bugatti 2.3L I8 Kompressor              |        |
| Automobiles Ettore Bugatti    | 28  | Albert Divo Guy Bouriat                 |       | Bugatti T51        | Bugatti 2.3L I8 Kompressor              | M D b  |
| Automobiles Ettore Bugatti    | 32  | Louis Chiron Achille Varzi              |       | Bugatti T51        | Bugatti 2.3L I8 Kompressor              | M D b  |
| Automobiles Ettore Bugatti    | 42  | William Grover-Williams Caberto Conelli |       | Bugatti T51        | Bugatti 2.3L I8 Kompressor              | M D b  |
| Earl Howe                     | 30  | Earl Howe Brian Lewis                   |       | Bugatti T51        | Bugatti 2.3L I8 Kompressor              | D      |
| Robert Sénéchal               | 36  | Robert Sénéchal Henri Frètet            | DNS c | Delage Type 15 S 8 | Delage 1.5L I8 Kompressor               |        |
| Jean-Pierre Wimille           | 38  | Jean-Pierre Wimille Jean Gaupillat      |       | Bugatti T51        | Bugatti 2.3L I8 Kompressor              | M      |
| Henry Birkin                  | 40  | Henry Birkin George Eyston              |       | Maserati 26M       | Maserati 2.5L I8 Kompressor             | D      |
| Jean Pesato                   | 48  | Jean Pesato Pierre Félix                |       | Alfa Romeo 6C-1750 | Alfa Romeo 1.8L I8 Kompressor           |        |
| Enzo Grimaldi                 | 50  | Enzo Grimaldi René Bourgait             |       | Bugatti T35C       | Bugatti 2.0L I8 Kompressor              |        |
| Marcel Lehoux                 | 52  | Marcel Lehoux Philippe Étancelin        | DNS a | Bugatti T51        | Bugatti 2.3L I8 Kompressor              |        |
| William Grover-Williams       | 54  | William Grover-Williams Arthur Duray    | DNS d | Bugatti T35C       | Bugatti 2.0L I8 Kompressor              | D      |
| Édouard Brisson               | 56  | Édouard Brisson Joseph Cattaneo         | DNA   | Stutz              | Stutz 5.3L I8                           |        |
| Rudolf Caracciola             | 58  | Rudolf Caracciola Otto Merz             |       | Mercedes-Benz SSKL | Mercedes-Benz M06 RS 7.1L I6 Kompressor | C      |

### Startaufstellung
Die Startpositionen wurden in der Reihenfolge der vorab zugeteilten Startnummern vergeben.
| Scott   |          | Minoia     |           | Fagioli  |
|         |          |            |           |          |
|         | Dunfee   |            | –         |          |
|         |          |            |           |          |
| Campari |          | Dreyfus    |           | d´Arnoux |
|         |          |            |           |          |
|         | Ferrant  |            | Iwanowski |          |
|         |          |            |           |          |
| Divo    |          | Howe       |           | Chiron   |
|         |          |            |           |          |
|         | Eminente |            | Sénéchal  |          |
|         |          |            |           |          |
| Wimille |          | Birkin     |           | Williams |
|         |          |            |           |          |
|         | Nuvolari |            | Biondetti |          |
|         |          |            |           |          |
| Pesato  |          | Grimaldi   |           | Lehoux   |
|         |          |            |           |          |
|         |          | Caracciola |           |          |

### Rennergebnis
| Pos. | Fahrer                                  | Konstrukteur | Runden | Stopps | Zeit         | Start | Schnellste Runde | Ausfallgrund                     | EM-Punkte |
| ---- | --------------------------------------- | ------------ | ------ | ------ | ------------ | ----- | ---------------- | -------------------------------- | --------- |
| 01   | Louis Chiron Achille Varzi              | Bugatti      | 101    |        | 10:08:31,4 h | 12    |                  |                                  | 1         |
| 02   | Giuseppe Campari Baconin Borzacchini    | Alfa Romeo   | 97     |        | + 4 Runden   | 5     |                  |                                  | 2         |
| 03   | Clemente Biondetti Luigi Parenti        | Maserati     | 95     |        | + 6 Runden   | 19    |                  |                                  | 3         |
| 04   | Henry Birkin George Eyston              | Maserati     | 94     |        | + 7 Runden   | 16    |                  |                                  | 4         |
| 05   | Robert Sénéchal (Henri Frètet)          | Delage       | 91     |        | + 10 Runden  | 14    |                  |                                  | 4 8       |
| 06   | Ferdinando Minoia Goffredo Zehender     | Alfa Romeo   | 90     |        | + 11 Runden  | 2     |                  |                                  | 4         |
| 0(7) | Albert Divo Guy Bouriat                 | Bugatti      | 90     |        | + 11 Runden  | 10    |                  | Ölleitung                        | 4         |
| 08   | René Dreyfus Pietro Ghersi              | Maserati     | 88     |        | + 13 Runden  | 6     |                  |                                  | 4         |
| 09   | René Ferrant Louis Rigal                | Peugeot      | 85     |        | + 16 Runden  | 8     |                  |                                  | 4         |
| 10   | Jean Pesato Pierre Félix                | Alfa Romeo   | 84     |        | + 17 Runden  | 20    |                  |                                  | 4         |
| 11   | Tazio Nuvolari Giovanni Minozzi         | Alfa Romeo   | 84     |        | + 17 Runden  | 18    |                  |                                  | 4         |
| 12   | Earl Howe Brian Lewis                   | Bugatti      | 78     |        | + 23 Runden  | 11    |                  |                                  | 4         |
| —    | Jean-Pierre Wimille Jean Gaupillat      | Bugatti      | 71     |        | DNF          | 15    |                  | Aufhängungsbruch                 | 5         |
| —    | Emilio Eminente Edmond Bourlier         | Bugatti      | 69     |        | DNF          | 13    |                  | Wagenbrand                       | 5         |
| —    | Georges d’Arnoux Max Fourny             | Bugatti      | 67     |        | DNF          | 7     |                  | Mechanik                         | 5         |
| —    | William Grover-Williams Caberto Conelli | Bugatti      | 66     |        | DNF          | 17    |                  | Schraubenbruch der Antriebswelle | 5         |
| —    | Enzo Grimaldi René Bourgait             | Bugatti      | 47     |        | DNF          | 21    |                  | Mechanik                         | 6         |
| —    | Luigi Fagioli Ernesto Maserati          | Maserati     | 46     |        | DNF          | 3     | 5:29,0 min1      | Bremsdefekt                      | 6         |
| —    | Rudolf Caracciola Otto Merz             | Mercedes     | 38     |        | DNF          | 23    |                  | Kompressorschaden                | 6         |
| —    | William Scott Sydenham Armstrong-Payn   | Delage       | 21     |        | DNF          | 1     |                  | Achsbruch                        | 7         |
| —    | Marcel Lehoux (Philippe Étancelin)      | Bugatti      | 16     |        | DNF          | 22    |                  | Motorschaden                     | 7 8       |
| —    | Boris Iwanowski (Henri Stoffel)         | Mercedes     | 13     |        | DNF          | 9     |                  | Achsbruch                        | 7 8       |
| —    | Jack Dunfee (Donald Appleyard)          | Sunbeam      | 1      |        | DNF          | 4     |                  | defekte Achswelle                | 7 8       |

1 Luigi Fagioli